# Букура Думбрава
Букура «Фані» Думбрава (28 грудня 1868, Братислава — 26 січня 1926, Порт-Саїд) — народжена в Угорщині, румунська романістка, пропагандистка культури, мандрівниця і теософ. Її літературні роботи, в основному написані німецькою мовою, охоплювали романтичні історії про подвиги легендарних героїв хайдуків. Вони принесли їй комерційний успіх як в німецькомовній Європі, так і в Румунії.
Думбрава пропагувала відразу кілька культурних проектів: але в основному її діяльність була спрямована на розвиток туризму та збереження навколишнього середовища в Румунії. Вона була активною мандрівницею і альпіністкою, заснувавши деякі з перших в країні туристичних клубів. Її дорожні нариси залишаються стандартом в румунській літературі донині, хоча її художня робота, як правило, мало згадується.
Протягом більшої частини своєї кар'єри Думбрава сприяла включенню жінок в румунське масонство. У літньому віці її роботи в основному зосередилися на спіритуалізмі, і, будучи ученицею Джідду Крішнамурті, вона створила Румунську ложу Теософського Товариства. Померла під час повернення з Британської Індії, відвідавши теософічну конференцію в Адьярі.

## Біографія

### Ранні роки
Майбутня письменниця народилася в Братиславі (тоді — Прессбург); її батько мав словацько-угорські корені; по материнській лінії вона була етнічною німкенею. Сама Думбрава виховувалася у німецькій культурі і тому часто сприймалася оточенням як «німкеня». Думбрава провела своє раннє дитинство, переміщаючись між різними частинами Австро-Угорщини, відвідавши Відень у віці 4 роки. Рік потому її сім'я емігрувала в Румунське королівство, оскільки перебувала в дружніх відносинах з румунським королем Каролем I. Батько Думбрави працював керівником страхового товариства, а деякі історики вважають його також і керівником масонської ложі «zur Brüderlichkeit».
Королівська сім'я незабаром звернула увагу на гру Фанні на фортепіано, її талант писати вірші німецькою мовою і пристрасть до читання румунської романтичної літератури. При дворі у Сіная вона стала довіреною особою і фрейліною королеви Єлизавети, а в липні 1884 року — вступила до вищих кіл в якості гостя королівської пари.
У 1886 році Думбрава стала філантропом і громадською активісткою: вона заснувала Товариство Тібішуа і надала будівлю недільній школі для дітей нижчих верств. Пізніше вона була, переважно, музичним критиком, «арт-промоутером», дослідником в Румунській академії і викладачем релігійних дисциплін, працюючи зі скульптором Керол Шторк і музикознавцем Іоном Попеску-Пасареа. У 1905 році Думбрава, разом з політиком Вінтіле Бретіану, створила товариство «Чиндіа» для збереження і розвитку румунського фольклору, зокрема, народних танців.
Фанні дотримувалась масонських переконань свого батька і приєдналася до такої суперечливої течії, як «Змішане масонство». Вона листувалася з Анні Безант і Le Droit Humain.

### Літературний дебют
Вперше Думбрава опублікувала книгу — «Der Haiduck» (1908) — у видавництві В. Вундерлінга в Регенсбурзі. У тому ж році книга побачила світ і в Бухаресті, будучи перекладеною Теодором Нікою (друге видання та третє видання — 1911, четверте видання — 1914). Оскільки особистість автора ховалася під псевдонімом, книга користувалася попитом завдяки «чарівності таємничості», а деякі читачі навіть припустили, що це була літературна спроба самої королеви Єлизавети.
У літературному журналі «Mercure de France» історичний роман «Der Haiduck» описувався як робота «перших патріотів Румунії» з «захопливим сюжетом» і «абсолютно адекватною тверезістю» тону. У Трансільванії критик Іларі Ченді повідомив, що був приємно здивований і книгою, і хорошим прийомом, який вона отримала в Німеччині. За словами Ченді, ця робота відрізнялася позитивним зображенням румунських селян, їх «чистим і древнім способом життя». Ця робота зазнала критики за те, що вона увічнила негативний міф про Миколу Абраше (або «Ябраше») — головного союзника Джіану — як про зрадника хайдукського повстанського руху.
Друге видання роману вийшло з передмовою королеви Єлизавети (під псевдонімом «Кармен Сільва»). Тоді ж Думбрава завершила свою «історію повстання Валахії в 1821 році», названу нею «Der Pandur». Нова книга також була опублікована в Німеччині, а потім повністю була перекладена на румунську мову автором. В центрі нового оповідання був народний герой Тудор Владимиреску, зображений як уособлення національного пробудження, але також — і як безжалісний полководець і недолугий політик. Заключна частина трилогії, присвяченої Волоській революції 1848 року, була випадково спалена — перш ніж була опублікована. Думбрава не повернувся до роботи, але до 1918 року задумала інший роман, умовно названий нею «Книгою Сивіли».